# گاملاگ (جورجیا)
گاملاگ (به انگلیسی: Gumlog) یک منطقهٔ مسکونی در ایالات متحده آمریکا است که در شهرستان فرانکلین، جورجیا واقع شده‌است. گاملاگ ۴۱٫۶ کیلومتر مربع مساحت و ۲٬۱۴۶ نفر جمعیت دارد و ۲۲۳ متر بالاتر از سطح دریا واقع شده‌است.